# 閼川
閼川，生卒年不詳，活動年代由636年至654年。新羅善德女王、真德女王、武烈王時代貴族，並被任為主持和白會議的上大等。在真德女王死後，被群臣推舉為攝政。閼川推辭不受，並奉立金春秋為王。

## 生平
《三國史記》與《三國遺事》記載了閼川部份生平。
636年（善德女王5年）五月蝦蟆（蛤蟆）大集於宮西玉門池，善德女王知道後說：蝦蟆怒目，兵士之狀。我曾聽聞附近西南邊也有一個地名叫玉門谷的。可能有鄰國兵士潛入。於是派角干閼川、弼呑領精兵二千人查看，果然百濟將軍于召欲襲獨山城，有五百人藏身於此，另外又有援兵一千二百人。閼川於是將敵人盡行圍殺。
637年（善德女王6年）女王拜閼川為大將軍，638年（善德女王7年）十月高句麗侵略新羅北部七重城（今坡州市），閼川十一月於七重城外大敗高句麗軍。
647年2月，真德女王即位，平定毗曇之亂後，拜閼川為上大等，主理國政。
654年真德女王無嗣而崩，群臣請閼川攝政，閼川推辭道：「臣老矣，無德行可稱，今之德望崇重莫如春秋公，實可謂濟世英傑。」遂奉立金春秋為王。

## 伕事
《三國遺事》中記載，真德女王時代，一次閼川、林宗、述宗、虎林（慈藏之父）、廉長、金庾信於南山亏知岩商議國事。突然時有一隻大老虎走入座間，諸公驚慌起立，唯有閼川不動，談笑自若之間捉住虎尾，撲殺老虎於地，可見閼川膂力驚人。雖然如此，但席中眾人還是信服金庾信的威望。